# Nikolaus Geyrhalter
Nikolaus Geyrhalter est un cadreur, producteur et réalisateur autrichien né à Vienne en 1972.

## Biographie
Cinéaste autodidacte, Nikolaus Geyrhalter a réalisé et produit en 2022 quinze longs métrages de cinéma documentaire. Ses films ont été récompensés par de nombreux festivals internationaux. Avec Ruth Beckermann ou Ulrich Seidl, Nikolaus Geyrhalter est l'un des plus grands noms du cinéma documentaire de son pays.
L'écriture très personnelle de Nikolaus Geyrhalter, sans jamais aucun commentaire, laisse délibérément une grande liberté d'interprétation au spectateur.
Le cinéaste commence sa carrière caméra au poing, et fonde très vite sa société de production Nikolaus Geyrhalter Filmproduktion (NGF), pour produire en 1994 son premier long métrage. Échoués (Angeschwemmt) est réalise sur les bords du Danube, en aval de Vienne. En 2003, NGF se mue en SARL avec l'arrivée de trois autres producteurs : Markus Glaser, Michael Kitzberger et Wolfgang Widerhofer, qui est également son monteur.
Nikolaus Geyrhalter se fait connaître très tôt avec L'Année après Dayton (1997), film en deux parties tourné en Bosnie l'année consécutive aux Accords de Dayton, puis Pripyat (1999), sur les habitants et les travailleurs de la zone d'exclusion délimitée après la catastrophe nucléaire de Tchernobyl. L'Année après Dayton est récompensé par le Prix Joris Ivens sélectionnés au festival Cinéma du réel 1998. Pripyat reçoit le Prix international de la Scam au festival Cinéma du réel 1999.
Le cinéaste embarque ensuite pour un tour du monde à la recherche de l'altérité radicale au tournant du millénaire (Ailleurs (Anderswo) en 2001), avant de traverser la Méditerranée à la recherche des traces du rallye Dakar (7915 km en 2008) à la rencontre des colonisés d'hier rêvant d'Europe. Cette réflexion sur les frontières visibles comme invisibles initiée en Bosnie (L'Année après Dayton), culmine avec un premier film radical, sous la forme d'un autoportrait de la Forteresse Europe (Occident (Abendland) en 2011). Son film Le Poste-frontière (Die Bauliche Maßnahme) en 2018, est l'occasion d'explorer le divorce entre l'opinion, les manœuvres populistes et l'emballement médiatique au Col du Brenner, après l'ouverture de la "route des Balkans", le nouveau chemin de l'exode de populations fuyant notamment la Guerre civile syrienne.
Depuis le film qui l'a fait connaître en France (Notre pain quotidien en 2005), Nikolaus Geyrhalter développe une esthétique rigoureuse en plaçant l'Homme au centre de plans méticuleusement composés. Cette frontalité, cette "centralité" du sujet dans le champ est en réalité déjà présente depuis son premier long métrage. Elle se révèle néanmoins au fur et à mesure de son œuvre comme un dispositif d'inscription de la figure humaine dans le paysage et comme un dispositif univoque de prise de parole. Qu'il soit présent mais réduit à une ressource silencieuse (Notre pain quotidien), qu'il soit rejeté dans un hors-champ lointain (Homo sapiens), l'Humain se tient toujours au centre du cinéma de Nikolaus Geyrhalter.
Avec Homo sapiens, le cinéaste signe en 2016 son film le plus radical en exposant une Humanité réduite à l'état de traces indicielles. Depuis la Renaissance, les ruines fascinent mais aujourd’hui les friches industrielles, les villes fantômes ou les églises abandonnées, semblent suggérer que l’espèce humaine aurait été éradiquée de la surface de la terre.
Une première rétrospective de son œuvre est organisée en 2019 par Film Archiv Austria à Vienne. La première rétrospective intégrale de son œuvre est organisée du 6 janvier au 15 mars 2023 par la Cinémathèque du documentaire à la Bpi - Bibliothèque publique d'information au Centre Pompidou à Paris. Intitulée Nikolaus Geyrhalter, Homo sapiens, cette intégrale regroupe les quinze premiers longs métrages du cinéastes, ainsi que le film Alpenland de Robert Schabus montré à l'occasion de la carte blanche offerte à Nikolaus Geyrhalter Filmproduktion.

## Filmographie
- Eisenerz (1992) – Nikolaus Geyrhalter ne souhaite plus montrer son premier film
- Échoués (Angeschwemmt) (1994)
- L'Année après Dayton (Das Jahr nach Dayton) (1997)
- Pripyat (1999)
- Ailleurs (Anderswo) (2001)
- Notre pain quotidien (Unser täglich Brot) (2005)
- 7915 km (2008)
- Allentsteig (2010)
- Occident (Abendland) (2011)
- Hôpital Danube (Donauspital SMZ-Ost) (2012)
- CERN (2013)
- Au fil des ans (Über die Jahre) (2015)
- Homo sapiens (2016)
- Le Poste-frontière (Die Bauliche Maßnahme) (2018)
- Terre (Erde) (2019)
- Exogène (Matter out of place) (2022)
- Stillstand (The Standstill) (projet non daté)[5]